# La noche (álbum)
La noche es el álbum de estudio debut de la banda española de rock alternativo Arde Bogotá. Fue lanzado el 7 de mayo de 2021 a través de Sony Music España.

## Antecedentes
La noche fue grabado en los estudios de Neo Music Box, situados en Castrillo de la Vega, Burgos. El álbum fue concebido como un álbum conceptual con el entorno de la noche como hilo conductor; dicha idea nació durante la cuarentena, después de que el grupo hilara tres canciones que ya había compuesto previamente – "Dangerous", "Tan alto como tus dudas" y "Cariño". –, y motivada por su añoranza de la noche como espacio de libertad, sinceridad o plenitud, en un mundo sumido en la pandemia de COVID-19.

## Lista de canciones
Todas las letras escritas por Antonio García Vázquez, toda la música compuesta por Arde Bogotá (Antonio García Vázquez, Daniel Sánchez Díaz, José Martínez Esteban y José Ángel Mercader Domínguez). 
| N.º   | Título                    | Duración |  |
| 1.    | «Abajo»                   | 2:48     |  |
| 2.    | «Cariño»                  | 3:37     |  |
| 3.    | «Tijeras»                 | 2:21     |  |
| 4.    | «A lo oscuro»             | 3:50     |  |
| 5.    | «El beso»                 | 3:10     |  |
| 6.    | «Dangerous»               | 3:04     |  |
| 7.    | «Millennial»              | 3:17     |  |
| 8.    | «Tan alto como tus dudas» | 3:19     |  |
| 9.    | «El Dorado»               | 3:23     |  |
| 10.   | «Exoplaneta»              | 3:52     |  |
| 32:45 |                           |          |  |

| Bonus tracks |                          |          |  |
| N.º          | Título                   | Duración |  |
| 1.           | «Antiaéreo»              | 3:04     |  |
| 2.           | «Quiero casarme contigo» | 2:58     |  |
| 3.           | «Big Bang»               | 3:06     |  |
| 9:08         |                          |          |  |

| Formato 2 CDs: El tiempo y la actitud |                          |          |  |
| N.º                                   | Título                   | Duración |  |
| 1.                                    | «Antiaéreo»              | 3:04     |  |
| 2.                                    | «Quiero casarme contigo» | 2:58     |  |
| 3.                                    | «Big Bang»               | 3:06     |  |
| 4.                                    | «Virtud y castigo»       | 3:30     |  |
| 5.                                    | «Te van a hacer cambiar» | 3:32     |  |
| 16:12                                 |                          |          |  |

## Recepción

### Ventas
En su primera semana de lanzamiento, del 7 al 13 de mayo de 2021, La noche debutó en el puesto 22 de los álbumes más vendidos, siendo ésta su posición máxima. A partir del 23 de abril de 2023, el álbum se mantuvo 22 semanas en la lista de los más vendidos, incluyendo cinco regresos al top después de una o varias semanas de ausencia, con su último registro siendo en la semana del 14 al 20 de abril de 2023 en el puesto 95.

### Crítica
La noche recibió críticas positivas por parte de los críticos de música. Esther Cobos de La Musikalité, quien ya le dio una crítica positiva a su EP El tiempo y la actitud, elogió también el álbum, diciendo que la banda "ha dejado patente que [...] es sólo el inicio de una carrera prometedora" y que "talento, rock y carisma es algo que no les falta". Isabel Jiménez de CrazyMinds le dio al álbum un 8 de 10 y lo describió como "un viaje musical en todos los sentidos", escribiendo que "es un disco repleto de referencias culturales a otras décadas y a otros artistas" y que "sus melodías reflejan claramente las influencias del rock internacional [...] y el afán por reinventar el panorama español" y concluyendo que "es un disco muy enérgico que sube el ánimo" y que el grupo ha "cumplido con todas las expectativas". Alejandro Caballero Serrano de Mondosonoro también le dio un 8 de 10, escribiendo que "ya con la primera escucha consiguen trasladarte a esa mágica noche [debido a] esas letras tan magnéticas y claras que han creado" y que "lo mejor [...] es que cada canción funciona a la perfección de forma independiente", además de destacar el sonido, diciendo que "han cogido la sonoridad de "Antiaéreo", su primer hit, y la han elevado en cada una de estas diez piezas", concluyendo que el grupo "cumple con todas [las expectativas]" y que La noche es "uno de los mejores álbumes debuts que hemos podido escuchar en lo que va de año." David Gallardo de Mercadeo Pop también fue positivo, describiendo al álbum como "la banda sonora de lo que fue hasta marzo de 2020 y lo que va a ser a partir de cuando pueda ser" y que cuenta "con un rock consistente y mogollón de gordo".